# التوبي
التـَوبِي بشدّ التاء مشربة بفتح، ويظهر من نطقها الغريب أنها من الأسماء القديمة جدّاً كسيهات وتاروت، وهي قرية تقع إلى الغرب من مدينة القطيف على مسافة ميل تقريباً، في المنطقة الشرقية بالمملكة العربية السعودية.
ولها طريق متفرع من شارع المحيط الدائري(شارع الملك فيصل)، وهي تقع بين سيحتي الخويلدية جنوبا والبحاري شمالا، وحاضرة القطيف شرقا وبر القطيف غربا ثم الأوجام، وتحيط بها البساتين من كل جانب، وكانت قرية مسورة صغيرة تتألف من 100 بيت، وسكانها يقدرون بـ 4000 نسمة، وتعتبر سيحتها من أجود الأراضي الزراعية في الواحة، وفيها عدد من العيون، أشهرها عين القصير، التي كانت مخصصة لاستحمام النساء لا سيما في حفلات الأعراس. وقد أنجبت عدد من الشعراء منهم الشيخ جعفر الخطي ومن أدباؤها الشاعر الأديب سعيد العصفور والسيد طاهر الفلفل والسيد محمد الفلفل، كما برز فيها من شعراء الحداثة المجددين ومنهم الشاعر ثامر مهدي وقد نشأت بها بعض التجمعات التي تهتم بالفنون كالموسيقى والرسم التشكيلي ومن رسامين قرية التوبي الذين يتنبأ لهم بمستقبل فني واعد الفنان التشكيلي باسل المطيلق و مصطفى الدرويش. 
وشتهر فيها الاعلامي والقائد الكشفي  جاسم العسيف الذي عرف بنشاطه الاجتماعي على مستوى المنطقة والدولي.
ويذكر أنه تم بناء البيوت الطينية فيها وتأسيس سور يحيط بها في العهد التركي، وكان يوجد بهذا السور بوابتان أحداهما تقع شرق القرية ويطلق عليها (الدروازة الشرقية) ومنها يتم الاتصال بمدينة القطيف ويخرجون منها بإنتاجهم الزراعي لبيعه في سوق القطيف، والبوابة الثانية تسمى (الدروازة الغربية)

## زراعتها
وهي كثيرة النخيل وقد قدر نخيلها سابقاً بخمسين ألف نخلة ولكن عمران مدينة القطيف امتد حتى كاد يكون جذرياً، حيث أنشئت فيها البيوت ذات الطراز الحديث وأدخلت فيها الكهرباء وأنشأت الحكومة فيها بعض المشاريع الحيوية المهمة، والتوبي اليوم آخذة في النمو والتقدم المستقبلي السريع وتعتبر سيحتها من أجود الأراضي الزراعية في واحة القطيف وفيها عدد من العيون أشهرها «عين القصير» وتبلغ مساحتها 25هكتاراً أي 300000 متر مربع.
ومن أبرز من عرف بالزراعة في التوبي وعائلة الجارودي وعائلة العسيف وعائلة الغزوي كما تشتهر  العسيف بصناعة السلال التراثية التي توارثتها عن طريق الاباء والاجداد وتصنع من الجيرزان والاسل .

## أحيــاؤها
تتكون التوبي من عدة أحياء أهمها:
حي الديرة ثم يأتي حي القوع وحي الدروازة، وحي السليماني، وحي المنجوريات، وحي باب السيف، وحي أم عقلين، وحي المنصوري، وحي البستان